# Rhuda geometrica
Rhuda geometrica är en fjärilsart som beskrevs av William Schaus 1906. Rhuda geometrica ingår i släktet Rhuda och familjen tandspinnare. Inga underarter finns listade.